# Johanna Fosie
Johanna Marie Fosie (født 24. marts 1726 i København, død 23. august 1764) var en dansk maler. Hun er den første kvinde, som er kendt som professionelt udøvende kunstner i Danmark.
Johanna Fosie var datter af maleren og grafikeren Jacob Fosie og Anna Dorothea født Ilsøe. Hun lærte at tegne, male med vandfarve og gouache samt radere af faderen, der var tegnelærer på Søkadetakademiet og desuden drev en privat tegneskole.
Allerede i sit 15. år (1741) udførte hun et stik Kristus for Pilati domstol, der findes blandt faderens Læreklude. To år efter stak hun en gengivelse af Illuminationen ved Jakob Fosies Hus ved Prinsesse Louises Indtog den 11 December 1743, ligesom i det hele taget en stor del af hendes arbejder er fra dette år.
Hun er portrætteret af Johan Hörner med pensel i hånden, rank og årvågen ved sit arbejdsbord med vandglas, farver og den gouache, hun arbejder på, foruden bøger, der hentyder til hendes intellekt og dannelse.
Værker af Johanna Fosie blev udstillet på "Kvindelige Kunstneres Retrospektive Udstilling", som afholdtes i Den Frie Udstillings Bygning 18. september-14. oktober 1920. Udstillingen var arrangeret af Kvindelige Kunstneres Samfund, og den viste værker af såvel afdøde som i tiden nulevende kunstnere. Indledningen i kataloget bragte omtaler af de afdøde kunstnere, og herfra citeres om Johanna Fosie:
| Citat | I. M. Thile skriver om hende i sin Bog "Kunst Akademiet", at hun var en af Faderens talentfuldeste Elever, som endog synes at have overskygget ham saavel ved hendes Kunstfærdighed, som ved en for hin Tid ualmindelig Aandrighed", Hendes Stambog findes paa det kgl. Bibliotek: den indeholder Billeder og "Hædersvers" af hendes samtidige: Preisler, Pilo, I. Lode o. fl. | Citat |
|       | |       |

Af hendes vandfarvebilleder, der for størstedelen er kopier efter hollandske forbilleder, er mange endnu bevarede i hendes mands familie; hun blev nemlig den 1. september 1758 gift med provst Jens Eriksen Westengaard (født 1724, død 1794) i Sværdborg, søn af regimentskvartermester Erik Jensen Westengaard (født 1677, død 1751) og Else Marie Christiansdatter Fyhn (død 1739); men hun døde allerede efter få års ægteskab den 23. august 1764. Hun synes ikke alene at have været en for sin tid dygtig kunstnerinde, men også en livlig og åndfuld dame, hvis selskab var søgt af datidens dannede kredse.
Hendes sønnedatter blev N.L. Høyens hustru. De fleste af J. Fosies arbejder ejedes af hendes sønnesøns søn oberst O. Westengaard; et par findes/fandtes på Gavnø. Der findes stadig en del værker af Johanna i familiens eje, samt omkring 25 værker på Rosenborg Slot.
Kunstindustrimuseet og Kobberstiksamlingen på Statens Museum for Kunst ejer endvidere værker af Johanna Fosie. Kunsthistorikeren Pernille Zidore udgav i 2018 en bog med en oversigt over de kvindelige kunstnere i Kobberstiksamlingen, og samme år interviewedes hun om sin undersøgelse af kønsfordelingen blandt de repræsenterede i samlingen. I interviewet omtaler hun Johanna Fosies smukke bog med gouacher af blomster, døde fugle samt frugt og grønt, dateret 1747-1759.

## Billeder
| - Studier af blomster, frugter, bær - Studie af blomster, frugter og grønne tomater, 1748 - Studie af fersken, æble og pære, 1749 - Studie af grøntsager, 1750/51 ? - Studie af artiskok og blomkålshoved, 1751 - Studie af to netmeloner, halveret og kvadreret, 1755 Gouache, 28,1x22,7 cm. - Opstilling med vinpokal, kirsebær på et fad og opsats med ribs og æbler. Ml. 1741 og 1764 |

| - Studier af døde fugle - Studie af to døde sangdrosler, 1753 - Studie af to døde solsorte, han og hun, liggende, 1753 - Studie af to døde solsorte, han og hun, ophængt i snor på en på en krog, 1753 - Studie af død vibe, 1747-1759 ? - Studie af død flagspætte og gulspurv, ophængt, 1759 - Studie af død musvit, 1759 |

| - Tryk - En pige, som malker en ged, 1741 - En trompeter til hest, 1744 - En bjergegn, 1745 - En kavalerist, 1745 - En by i en dal, 1746 - Flodparti, 1746 - En elefant, 1740'erne ? - En krokodille, 1740'erne ? - Et næsehorn, 1740'erne ? |